# El Último Tour Del Mundo
| Совокупная оценка | Совокупная оценка |
| Источник          | Оценка            |
| ----------------- | ----------------- |
| Metacritic        | 83/100            |
| Оценки критиков   |                   |
| Источник          | Оценка            |
| AllMusic          | [ 2 ]             |
| Pitchfork         | 7.7/10            |
| Rolling Stone     | [ 4 ]             |

El Último Tour Del Mundo (с исп. — «Последний всемирный тур», стилизовано как EL ÚLTIMO TOUR DEL MUNDO) — третий студийный альбом пуэрто-риканского рэпера Bad Bunny, выпущенный 27 ноября 2020 года на лейбле Rimas Entertainment (все песни на испанском языке). Большинство из 16 треков диска, это Latin trap и реггетон с элементами поп-рока, а также при участии таких музыкантов как Jhay Cortez, Розалия и Abra. Название альбома отсылает к тому, как Bad Bunny представлял себе, как будет выглядеть его последний концертный тур в 2032 году. Альбом был написан и записан во время карантина COVID-19 в Пуэрто-Рико и является отходом от агрессивного звучания реггетона, характерного для Bad Bunny. Он стал первым полностью испаноязычным альбомом, который занял первое место в США в основном хит-параде Billboard 200.

## История
Альбом вышел спустя всего девять месяцев после прошлого студийного альбома YHLQMDLG (2020), который имел большой коммерческий успех и получил положительные отзывы.
Bad Bunny впервые намекнул на выход своего третьего студийного альбом 29 февраля 2020 года, когда он спел песню «<3»: «Этот альбом такой горячий, я сделал это для всех вас; и через девять месяцев я вернусь и выпущу ещё один». 30 октября был выпущен лид-сингл альбома, «Dakiti», с участием пуэрто-риканского певца и близкого друга Jhay Cortez, который занял первое место в глобальном чарте Billboard Global 200. Название альбома появилось в видео «Dakiti», в котором проезжает большой грузовик с сообщением, в котором отображается название. 24 ноября 2020 года он снова намекнул на новый альбом, указав в Twitter слово «Temazo», что переводится как «хит». Он разместил аналогичный пост в Твиттере до того, как был выпущен YHLQMDLG. На следующий день он объявил дату выхода альбома, его название и трек-лист. Альбом был выпущен вместе с видео на сингл «Yo Visto Así», в котором, в частности, были использованы камео, включая таких звёзд как Рики Мартин и Sofía Vergara. Видео для трека «Hoy Cobré» вышло 11 декабря. Видео другого трека, «Booker T» вышло 2 января 2021, при участии рестлера WWE Букеру Ти.

## Отзывы
Альбом получил положительные отзывы музыкальных критиков и обозревателей.

## Награды и номинации
| Награда                      | Год  | Категория                      | Результат | Ссылка |
| ---------------------------- | ---- | ------------------------------ | --------- | ------ |
| American Music Awards        | 2021 | Favorite Album — Latin         | Победа    |        |
| Grammy Awards                | 2022 | Best Música Urbana Album       | Победа    | [ 14 ] |
| Latin Grammy Awards          | 2020 | Album of the Year              | Номинация | [ 15 ] |
| Latin Grammy Awards          | 2020 | Best Urban Music Album         | Победа    | [ 15 ] |
| Premios Lo Nuestro           | 2022 | Album of the Year              | Победа    | [ 16 ] |
| Premios Lo Nuestro           | 2022 | Urban Album of the Year        | Победа    | [ 16 ] |
| Billboard Latin Music Awards | 2021 | Top Latin Album of the Year    | Номинация | [ 17 ] |
| Billboard Latin Music Awards | 2021 | Latin Rhythm Album of the Year | Номинация | [ 17 ] |

## Коммерческий успех
El Último Tour Del Mundo дебютировал на первом месте в американском хит-параде Billboard 200 в дату с 14 марта 2020 года с тиражом 116,000 альбомных эквивалентных единиц. Он стал первым полностью испаноязычным альбомом, который занял первое место в США в основном хит-параде Billboard 200 и четвёртым для певца в лучшей десятке top-10. До El Último Tour Del Mundo, только два в основном испаноязычных альбома были на первом месте в США, Dreaming of You (Selena, 1995) и Ancora (Il Divo, 2006). Он также стал четвёртым испаноязычным альбомом в лучшей пятёрке top-5, после дисков Fijación Oral, Vol. 1 (Shakira, 2005) и Amar es Combatir (Maná, 2006), оба были на четвёртых местах, и его же прошлый диск YHLQMDLG (2020), который был на втором месте в США. Во вторую неделю альбом спустился на второе место в чарте с тиражом 57,000 единиц. Диск стал 4-м лучшим латино-альбомом 2020 года (Best Selling Latin Album) в США с тиражом 348,000 единиц.

## Список композиций
Авторы указаны по данным каталогов Universal Music Publishing Group и сервиса Tidal.
| №                   | Название                                             | Автор(ы) | Продюсеры                                                   | Длительность |
| ------------------- | ---------------------------------------------------- | --- | ----------------------------------------------------------- | ------------ |
| 1.                  | «El Mundo es Mío»                                    | Benito Martínez Mauricio Quijada                                                                                           | Maux                                                        | 2:45         |
| 2.                  | «Te Mudaste»                                         | Martínez Gabriel Mora Hector Lopez Marco Borrero Luis Gonzalez                                                             | Caleb Calloway MAG Mr. Naisgai Mora [a]                     | 2:10         |
| 3.                  | «Hoy Cobré»                                          | Martínez Jose Cruz Freddy Montalvo Kaled Rivera                                                                            | Súbelo Neo Elikai Hazen [a] Maux [a]                        | 2:42         |
| 4.                  | «Maldita Pobreza»                                    | Martínez Borrero Martin Coogan                                                                                             | MAG                                                         | 3:33         |
| 5.                  | «La Noche de Anoche» (при участии Розалии)           | Martínez Rosalía Vila Marco Masís Carlos Ortiz Rivera Juan Rivera Jose Ortiz Rivera                                        | Tainy Chris Jeday Gaby Music                                | 3:23         |
| 6.                  | «Te Deseo Lo Mejor»                                  | Martínez Borrero Coogan | MAG                                                         | 2:19         |
| 7.                  | «Yo Visto Así»                                       | Martínez Borrero Coogan | MAG                                                         | 3:11         |
| 8.                  | «Haciendo Que Me Amas»                               | Martínez Borrero | MAG                                                         | 3:37         |
| 9.                  | «Booker T»                                           | Martínez Borrero | MAG                                                         | 2:36         |
| 10.                 | «La Droga»                                           | Martínez Misael Reynoso Borrero                                                                                            | MAG MDLC                                                    | 2:42         |
| 11.                 | «Dákiti» (при участии Jhay Cortez)                   | Martínez Mora Marco Masís Jesús Cortez Nydia Laner Egbert Rosa                                                             | Tainy La Paciencia                                          | 3:25         |
| 12.                 | «Trellas»                                            | Martínez Borrero | MAG                                                         | 2:37         |
| 13.                 | «Sorry Papi» (при участии Abra)                      | Martínez Marco Masis | Tainy                                                       | 2:43         |
| 14.                 | «120»                                                | Martínez Masis | Tainy Foreign Teck Bass Charity                             | 2:31         |
| 15.                 | «Antes Que Se Acabe»                                 | Martínez Lopez C. Ortiz Rivera Nino Segarra J. Rivera Borrero Manuel Lara-Colmenares Felix Lara-Colmenares J. Ortiz Rivera | Caleb Calloway Chris Jeday Gaby Music MAG Lara Project Nino | 3:41         |
| 16.                 | «Cantares de Navidad» (в исполнении Trío Vegabajeño) | Trio Vegabajeño | Trío Vegabajeño                                             | 3:19         |
| Общая длительность: | Общая длительность:                                  | Общая длительность: | Общая длительность:                                         | 47:14        |

Замечания
- ↑  сопродюсер, который не был указан[23]
- Каждое название песни стилизовано заглавными буквами, например, «Dákiti» стилизовано под «DÁKITI».

## Чарты
| Чарт (2020)                          | Высшая позиция |
| ------------------------------------ | -------------- |
| Бельгия/Фландрия (Ultratop)          | 77             |
| Бельгия/Валлония (Ultratop)          | 74             |
| Канада (Canadian Albums Chart)       | 23             |
| Нидерланды (Album Top 100)           | 58             |
| Франция (SNEP)                       | 123            |
| Италия (FIMI)                        | 23             |
| Испания (PROMUSICAE)                 | 1              |
| Швейцария (Schweizer Hitparade)      | 25             |
| США (Billboard 200)                  | 1              |
| США (Independent Albums, Billboard)  | 1              |
| США (Latin Rhythm Albums, Billboard) | 1              |
| США (Billboard Top Latin Albums)     | 1              |

## Сертификации
| Регион                                                                      | Сертификация          | Продажи |
| --------------------------------------------------------------------------- | --------------------- | ------- |
| Италия (FIMI)                                                               | Золотой               | 25 000  |
| Испания (PROMUSICAE)                                                        | 2× Платиновый         | 80 000  |
| США (RIAA)                                                                  | 6× Платиновый (Latin) | 360 000 |
| Данные о продажах + прослушиваниях приведены только на основе сертификации. |                       |         |